# Kirchmann (Aichstetten)
Kirchmann ist ein Ortsteil der Gemeinde Aichstetten im Landkreis Ravensburg in Baden-Württemberg. 

## Geografie
Der Weiler liegt circa einen Kilometer nordöstlich von Aichstetten und ist über die Kreisstraße 7291 zu erreichen.